# Zygomyia egmontensis
Zygomyia egmontensis är en tvåvingeart som beskrevs av Zaitzev 2002. Zygomyia egmontensis ingår i släktet Zygomyia och familjen svampmyggor. Inga underarter finns listade i Catalogue of Life.